# Andreas Ignatius Schaepman

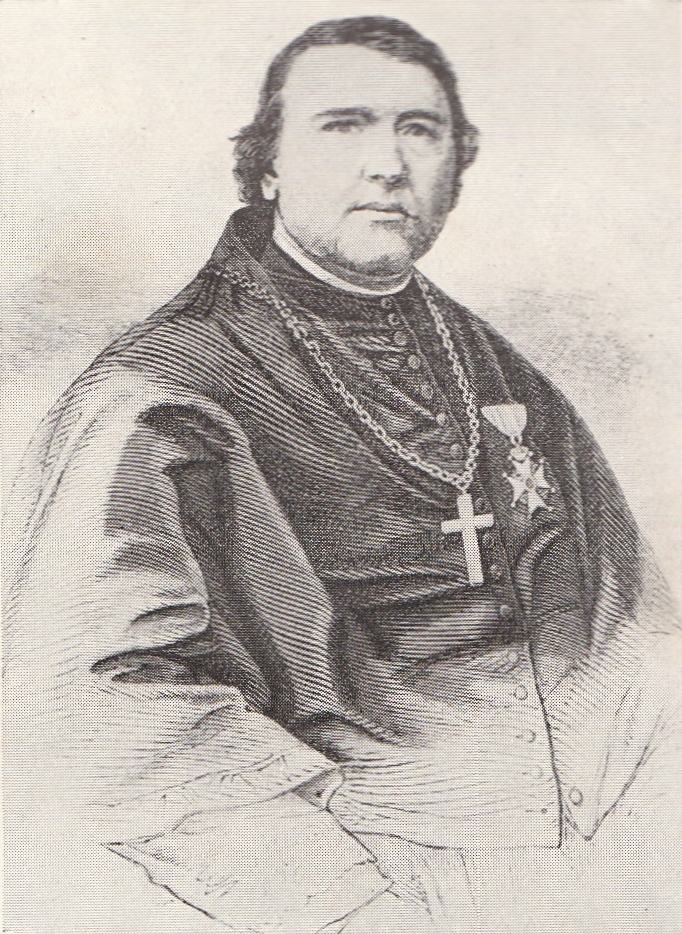
Erzbischof und Primas Andreas Ignatius Schaepman

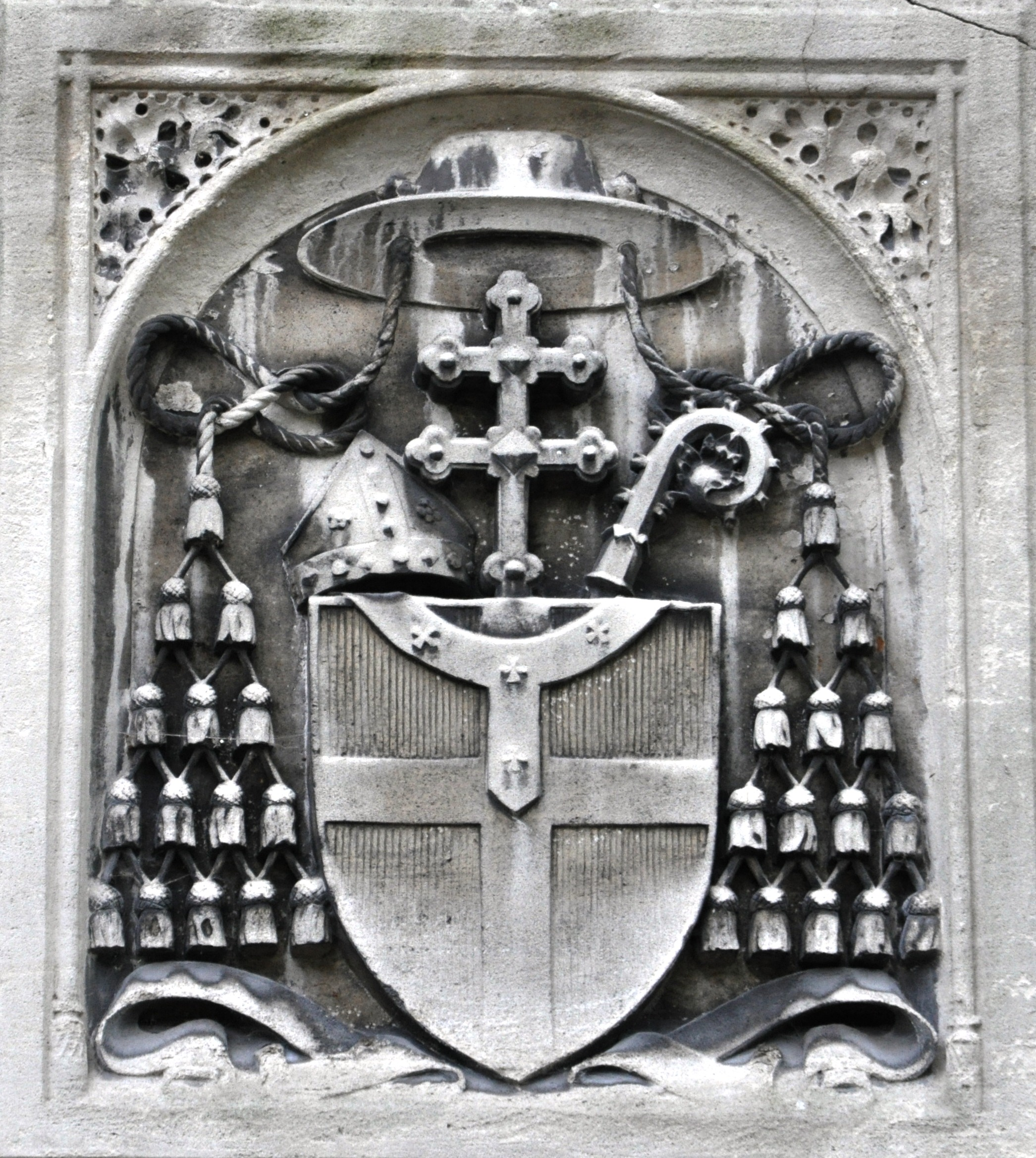
Primaswappen des Erzbischofs über dem Eingang der Krypta von St. Barbara in Utrecht

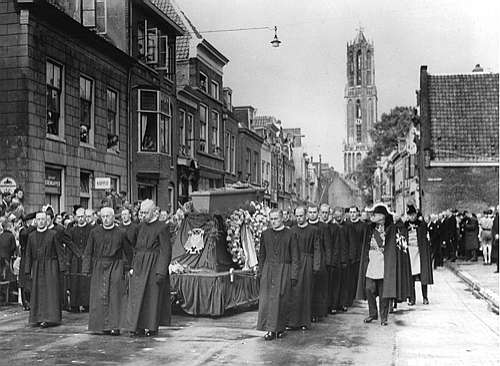
Exequien für Erzbischof Schaepman 1882 in Utrecht

Andreas Ignatius Schaepman (* 4. September 1815 in Zwolle; † 19. September 1882 in Utrecht) war ein niederländischer Geistlicher und römisch-katholischer Erzbischof von Utrecht.

## Leben
Andreas Schaepman wurde im Jahre 1857 erster Präsident des Priesterseminars Rijsenburg in Driebergen. Ein Jahr später wurde er Generalvikar. Schaepman wurde, nach der Ernennung am 3. Juli, am 26. August 1860 von Franciscus Jacobus van Vree, dem Bischof von Haarlem, in Rijsenburg zum Weihbischof in Utrecht und Titularbischof von Esbus geweiht. Nach dem Rücktritt Johannes Zwijsens wurde er am 4. Februar 1868 zum Erzbischof von Utrecht ernannt.
Als Erzbischof engagierte sich Schaepman für die Emanzipation des Katholizismus in den Niederlanden. Er unterstützte die Stiftung von katholischen Schulen und die Gründung von Kongregationen wie den Fraters van Utrecht und den Zusters van Sint-Joseph, die sich vor allem der katholischen Erziehung verschrieben hatten. Andreas Ignatius Schaepman beförderte die kirchliche Kunst und Geschichtsschreibung, so zum Beispiel bei der Restaurierung der Catharijnekerk in Utrecht im neogotischen Stil.
Schaepman nahm am Ersten Vatikanum teil.